# Старое Чамзино
Старое Чамзино (эрз. Ташто Чамза, Чаунза) — село, центр сельской администрации в Большеигнатовском районе Мордовии.

## География
Расположено на речке Кинель, в 8 км от районного центра и 53 км от железнодорожной станции Оброчное.

## История
Название-антропоним: от эрзянского имени Чаунза (Чамза), о чём упомянуто в «Книге письма и меры» Д. Пушечникова и А. Костяева (1624). В «Списке населённых мест Симбирской губернии» (1863) Старое Чамзино — деревня удельная из 41 двора Ардатовского уезда. В начале 1930-х гг. был создан колхоз «8 Марта», с 1996 г. — СХПК. В современном селе — средняя школа, библиотека, Дом культуры, медпункт, отделение связи, магазин; пруды.

## Население
| 2002 | 2010 |
| ---- | ---- |
| 495  | ↘493 |

Национальный состав
Согласно результатам Всероссийской переписи населения 2002 года, в национальной структуре населения мордва-эрзя составляли 81 %.

## Источник
- Энциклопедия Мордовия, Р. Н. Бузакова.